# 興安省 (解放區)
興安省是中國共產黨在抗戰勝利後在中國東北解放區所成立的省級行政區。省會為王爺廟（今内蒙古自治区烏蘭浩特市），於1947年廢省，併入內蒙古自治區。

## 疆域
該省疆域大約等於今日的呼倫貝爾市、興安盟及通遼市全境。

## 行政沿革
1945年抗戰勝利後，中國共產黨進軍東北地區，將該地區劃由東蒙古人民自治政府統轄。由於國民政府不承認東蒙古人民自治政府，1946年5月28日，撤銷東蒙古人民自治政府，在該基礎上於王爺廟（今內蒙古興安盟烏蘭浩特市）宣告成立「興安省人民政府」，主席特木爾巴根，副主席張策，由東北人民政府和內蒙古自治運動聯合會雙重領導，下轄興安（今興安盟）、哲里木（今通遼市）、那文木仁（今呼倫貝爾市南部地區）、呼倫貝爾（今呼倫貝爾市北部地區）4盟，共20旗、3縣、2市。但哲里木盟當時由東北行政委員會代管，興安省政府實際僅轄興安、那文木仁和呼倫貝爾3個地區。1946年6月10日至7月10日期間國共雙方在南京舉行關於結束東北衝突、恢復交通、整編軍隊三個問題的談判，曾要求南京國民政府承認中共在興安省的合法權。
同年6月下旬，全面內戰爆發，國軍大舉進攻各解放區，興安省政府機關北撤至海拉爾。9月，呼倫貝爾盟改為自治區。10月，在海拉爾市成立呼倫貝爾自治區政府。興安省政府為維持市面流通，解決財政經濟困難，在建省期間，曾多次發行紙幣。1947年4月23日，內蒙古自治政府成立，撤銷興安省，所轄盟旗併入內蒙古自治區。

## 政府
興安省人民政府主席
- 特木爾巴根（1946年5月 - 1947年4月）